# Diskografie Rity Ory
Toto je seznam doposud vydané diskografie  anglické zpěvačky Rity Ory.

## Alba
| Ora                                                                                     | - Vydáno: 27. srpna 2012 - Vydavatelství: Roc Nation, Columbia | 1  | 24 | 51 | —  | 63 | 2  | —  | 24 | 1  | 15 | - BPI: Platinum                         |
| Phoenix                                                                                 | - Vydáno: 23. listopadu 2018 - Vydavatelství: Atlantic         | 11 | 15 | 43 | 36 | 13 | 19 | 30 | 18 | 21 | 18 | - BPI: Platinum - MC: Gold - NVPI: Gold |
| You & I                                                                                 | - Vydáno: 14. července 2023 - Vydavatelství: BMG               | 6  | —  | 45 | —  | 19 | —  | —  | —  | 7  | 25 |                                         |
| "—" značí, že se nahrávka neumístila v hitparádách nebo v tomto území ani nebyla vydána |                                                                |    |    |    |    |    |    |    |    |    |    |                                         |

## Extended play
| Název                                                                                   | Detaily o EP                                               | Umístění v hitparádách |
| Název                                                                                   | Detaily o EP                                               | US Dance               |
| --------------------------------------------------------------------------------------- | ---------------------------------------------------------- | ---------------------- |
| Spotify Sessions                                                                        | - Vydáno: 23. září 2012 - Vydavatelství: Roc Nation        | —                      |
| Bang (s Imanbek)                                                                        | - Vydáno: 12. února 2021 - Vydavatelství: Atlantic, Warner | 16                     |
| "—" značí, že se nahrávka neumístila v hitparádách nebo v tomto území ani nebyla vydána |                                                            |                        |

## Singly

### Jako hlavní umělkyně
| Název                                                                                   | Rok  | Umístění v hitparádách | Umístění v hitparádách | Umístění v hitparádách | Umístění v hitparádách | Umístění v hitparádách | Umístění v hitparádách | Umístění v hitparádách | Umístění v hitparádách | Umístění v hitparádách | Umístění v hitparádách | Certifikace | Album                |
| Název                                                                                   | Rok  | UK                     | AUS                    | AUT                    | BEL (FL)               | GER                    | IRE                    | NL                     | NZ                     | SWI                    | US                     | Certifikace | Album                |
| --------------------------------------------------------------------------------------- | ---- | ---------------------- | ---------------------- | ---------------------- | ---------------------- | ---------------------- | ---------------------- | ---------------------- | ---------------------- | ---------------------- | ---------------------- | --- | -------------------- |
| "How We Do (Party)"                                                                     | 2012 | 1                      | 9                      | 35                     | —                      | 40                     | 1                      | 31                     | 5                      | 41                     | 62                     | - BPI: Platinum - ARIA: 2× Platinum - RMNZ: Gold | Ora                  |
| "R.I.P." (feat. Tinie Tempah)                                                           | 2012 | 1                      | 10                     | 51                     | 44                     | 36                     | 11                     | 89                     | 28                     | 46                     | —                      | - BPI: Platinum - ARIA: Platinum | Ora                  |
| "Shine Ya Light"                                                                        | 2012 | 10                     | —                      | —                      | —                      | —                      | 25                     | —                      | —                      | —                      | —                      | - BPI: Silver | Ora                  |
| "Radioactive"                                                                           | 2013 | 18                     | 23                     | —                      | —                      | —                      | 30                     | —                      | —                      | —                      | —                      | - BPI: Silver - ARIA: Gold | Ora                  |
| "I Will Never Let You Down"                                                             | 2014 | 1                      | 5                      | 15                     | —                      | 23                     | 9                      | —                      | 9                      | 12                     | 77                     | - BPI: Platinum - ARIA: Platinum - BVMI: Gold - RMNZ: Gold                                                                                              | Singly bez alb       |
| "Poison"                                                                                | 2015 | 3                      | 30                     | —                      | —                      | —                      | 18                     | —                      | —                      | —                      | —                      | - BPI: Platinum - ARIA: Gold | Singly bez alb       |
| "Body on Me" (feat. Chris Brown)                                                        | 2015 | 22                     | 66                     | —                      | —                      | —                      | 54                     | —                      | —                      | —                      | —                      | - BPI: Gold | Singly bez alb       |
| "Coming Home" (se Sigma)                                                                | 2015 | 15                     | 97                     | —                      | 13                     | —                      | 54                     | —                      | —                      | —                      | —                      | - BPI: Gold | Life                 |
| "Your Song"                                                                             | 2017 | 7                      | 12                     | 10                     | 6                      | 13                     | 8                      | 28                     | 16                     | 13                     | —                      | - BPI: 2× Platinum - ARIA: 5× Platinum - BEA: Platinum - BVMI: 3× Gold - IFPI AUT: Gold - IFPI SWI: Platinum - NVPI: Platinum - RIAA: Gold - RMNZ: Gold | Phoenix              |
| "Anywhere"                                                                              | 2017 | 2                      | 14                     | 18                     | 17                     | 18                     | 4                      | 20                     | 23                     | 7                      | —                      | - BPI: 2× Platinum - ARIA: 3× Platinum - BEA: Gold - BVMI: Gold - IFPI AUT: Gold - IFPI SWI: Platinum - NVPI: Platinum - RMNZ: Gold                     | Phoenix              |
| "For You" (s Liam Payne)                                                                | 2018 | 8                      | 15                     | 4                      | 8                      | 1                      | 17                     | 35                     | 34                     | 3                      | 76                     | - BPI: Platinum - ARIA: 2× Platinum - BEA: Gold - BVMI: Platinum - IFPI AUT: Gold                                                                       | Phoenix              |
| "Girls" (feat. Cardi B, Bebe Rexha a Charli XCX)                                        | 2018 | 22                     | 52                     | 62                     | —                      | 69                     | 26                     | 73                     | —                      | 54                     | —                      | - BPI: Gold - ARIA: Gold | Phoenix              |
| "Let You Love Me"                                                                       | 2018 | 4                      | 8                      | 16                     | 8                      | 12                     | 4                      | 14                     | 19                     | 11                     | —                      | - BPI: 2× Platinum - ARIA: 4× Platinum - BEA: Gold - BVMI: Gold - IFPI AUT: Gold - IFPI SWI: Gold - NVPI: Platinum - RIAA: Gold - RMNZ: Gold            | Phoenix              |
| "Only Want You" (sólo nebo feat. 6lack)                                                 | 2019 | 60                     | —                      | —                      | —                      | —                      | 59                     | —                      | —                      | —                      | —                      | - BPI: Silver | Phoenix              |
| "Carry On" (s Kygo)                                                                     | 2019 | 26                     | 43                     | 47                     | 40                     | 46                     | 15                     | 35                     | —                      | 28                     | —                      | - BPI: Silver - ARIA: Gold - IFPI SWI: Gold | Golden Hour          |
| "Ritual" (s Tiësto a Jonas Blue)                                                        | 2019 | 24                     | —                      | —                      | 10                     | —                      | 13                     | 11                     | —                      | 56                     | —                      | - BPI: Platinum - BEA: Gold | The London Sessions  |
| "How to Be Lonely"                                                                      | 2020 | 57                     | —                      | —                      | —                      | —                      | 96                     | —                      | —                      | —                      | —                      | | Singl bez alb        |
| "Big" (s Imanbek a David Guetta feat. Gunna)                                            | 2021 | 53                     | —                      | —                      | —                      | 95                     | 53                     | —                      | —                      | 68                     | —                      | | Bang                 |
| "You for Me" (se Sigala)                                                                | 2021 | 23                     | —                      | —                      | —                      | —                      | 23                     | —                      | —                      | —                      | —                      | - BPI: Silver | Every Cloud          |
| "Follow Me" (se Sam Feldt)                                                              | 2021 | —                      | —                      | —                      | —                      | —                      | —                      | 66                     | —                      | —                      | —                      | | Singl bez alb        |
| "You Only Love Me"                                                                      | 2023 | 57                     | —                      | —                      | 50                     | —                      | 42                     | —                      | —                      | —                      | —                      | | You & I              |
| "Praising You" (feat. Fatboy Slim)                                                      | 2023 | —                      | —                      | —                      | —                      | —                      | —                      | —                      | —                      | —                      | —                      | | You & I              |
| "Don't Think Twice"                                                                     | 2023 | —                      | —                      | —                      | —                      | —                      | —                      | —                      | —                      | —                      | —                      | | You & I              |
| "Drinkin'" (s Joel Corry a MK)                                                          | 2023 | 44                     | —                      | —                      | —                      | —                      | —                      | —                      | —                      | —                      | —                      | | Another Friday Night |
| "I'll Be There" (s Robin Schulz a Tiago PZK)                                            | 2023 | —                      | —                      | —                      | 28                     | 52                     | —                      | —                      | —                      | —                      | —                      | | Singl bez alb        |
| "Shape of Me" (sólo nebo feat. Keith Urban)                                             | 2024 | —                      | —                      | —                      | —                      | —                      | —                      | —                      | —                      | —                      | —                      | | You & I              |
| "Ask & You Shall Receive"                                                               | 2024 | —                      | —                      | —                      | —                      | —                      | —                      | —                      | —                      | —                      | —                      | | bude oznámeno        |
| "—" značí, že se nahrávka neumístila v hitparádách nebo v tomto území ani nebyla vydána |      |                        |                        |                        |                        |                        |                        |                        |                        |                        |                        | |                      |

### Jako vedlejší umělkyně
| Název                                                                                   | Rok  | Umístění v hitparádách | Umístění v hitparádách | Umístění v hitparádách | Umístění v hitparádách | Umístění v hitparádách | Umístění v hitparádách | Umístění v hitparádách | Umístění v hitparádách | Umístění v hitparádách | Umístění v hitparádách | Certifikace                                                                                      | Album                |
| Název                                                                                   | Rok  | UK                     | AUS                    | AUT                    | CAN                    | GER                    | IRE                    | NL                     | NZ                     | SWI                    | US                     | Certifikace                                                                                      | Album                |
| --------------------------------------------------------------------------------------- | ---- | ---------------------- | ---------------------- | ---------------------- | ---------------------- | ---------------------- | ---------------------- | ---------------------- | ---------------------- | ---------------------- | ---------------------- | ------------------------------------------------------------------------------------------------ | -------------------- |
| "Hot Right Now" (DJ Fresh feat. Rita Ora)                                               | 2012 | 1                      | 46                     | 24                     | —                      | 28                     | 17                     | 22                     | —                      | 39                     | —                      | - BPI: Platinum                                                                                  | Nextlevelism a Ora   |
| "Lay Down Your Weapons" (K Koke feat. Rita Ora)                                         | 2013 | 18                     | —                      | —                      | —                      | —                      | —                      | —                      | —                      | —                      | —                      |                                                                                                  | I Ain't Perfect      |
| "Black Widow" (Iggy Azalea feat. Rita Ora)                                              | 2014 | 4                      | 15                     | 25                     | 6                      | 39                     | 9                      | 13                     | 11                     | 28                     | 3                      | - BPI: Platinum - ARIA: Platinum - BVMI: Gold - MC: 2× Platinum - RIAA: 5× Platinum - RMNZ: Gold | The New Classic      |
| "Doing It" (Charli XCX feat. Rita Ora)                                                  | 2015 | 8                      | 68                     | —                      | —                      | —                      | 23                     | —                      | —                      | —                      | —                      | - BPI: Silver                                                                                    | Sucker               |
| "New York Raining" (Charles Hamilton feat. Rita Ora)                                    | 2015 | 29                     | —                      | —                      | —                      | —                      | —                      | —                      | —                      | —                      | —                      |                                                                                                  | Empire               |
| "Lonely Together" (Avicii feat. Rita Ora)                                               | 2017 | 4                      | 32                     | 18                     | 55                     | 24                     | 5                      | 22                     | 34                     | 22                     | —                      | - BPI: 2× Platinum - BVMI: Platinum - MC: Platinum - RIAA: Platinum                              | Avīci (01) a Phoenix |
| "R.I.P." (Sofía Reyes feat. Rita Ora a Anitta)                                          | 2019 | —                      | —                      | —                      | —                      | —                      | 69                     | —                      | —                      | 56                     | —                      | - RIAA: Platinum (Latin)                                                                         | Mal de Amores        |
| "Last of Us" (Gryffin feat. Rita Ora)                                                   | 2024 | —                      | —                      | —                      | —                      | —                      | —                      | —                      | —                      | —                      | —                      |                                                                                                  | Pulse                |
| "—" značí, že se nahrávka neumístila v hitparádách nebo v tomto území ani nebyla vydána |      |                        |                        |                        |                        |                        |                        |                        |                        |                        |                        |                                                                                                  |                      |

### Promo singly
| Název                                                                                   | Rok  | Umístění v hitparádách | Umístění v hitparádách | Umístění v hitparádách | Umístění v hitparádách | Umístění v hitparádách | Umístění v hitparádách | Album                                  |
| Název                                                                                   | Rok  | UK DL                  | BEL (FL)               | CIS                    | NZ Hot                 | POL                    | RUS                    | Album                                  |
| --------------------------------------------------------------------------------------- | ---- | ---------------------- | ---------------------- | ---------------------- | ---------------------- | ---------------------- | ---------------------- | -------------------------------------- |
| "Roc the Life"                                                                          | 2012 | —                      | —                      | —                      | —                      | —                      | —                      | Ora                                    |
| "Velvet Rope"                                                                           | 2018 | —                      | —                      | —                      | —                      | —                      | —                      | Phoenix                                |
| "Cashmere"                                                                              | 2018 | —                      | —                      | —                      | —                      | —                      | —                      | Phoenix                                |
| "Falling to Pieces"                                                                     | 2018 | —                      | —                      | —                      | —                      | —                      | —                      | Phoenix                                |
| "Bang Bang" (s Imanbek)                                                                 | 2021 | 27                     | —                      | 13                     | 6                      | 16                     | 8                      | Bang                                   |
| "Seaside" (s Diane Warren, Sofía Reyes a Reik)                                          | 2021 | 76                     | —                      | —                      | —                      | —                      | —                      | Diane Warren: The Cave Sessions Vol. 1 |
| "Finish Line"                                                                           | 2022 | —                      | —                      | —                      | —                      | —                      | —                      | Promo singly bez alb                   |
| "Barricades" (s Netsky)                                                                 | 2022 | —                      | 44                     | —                      | 29                     | —                      | —                      | Promo singly bez alb                   |
| "Look at Me Now" (Atlantis Remix)                                                       | 2023 | —                      | —                      | —                      | —                      | —                      | —                      | You & I                                |
| "—" značí, že se nahrávka neumístila v hitparádách nebo v tomto území ani nebyla vydána |      |                        |                        |                        |                        |                        |                        |                                        |

## Další umístěné písně
| Název                                                                                   | Rok  | Umístění v hitparádách | Umístění v hitparádách | Umístění v hitparádách | Umístění v hitparádách | Album        |
| Název                                                                                   | Rok  | UK                     | BEL (FL) Tip           | NZ Hot                 | US Dance               | Album        |
| --------------------------------------------------------------------------------------- | ---- | ---------------------- | ---------------------- | ---------------------- | ---------------------- | ------------ |
| "Better than You" (Conor Maynard feat. Rita Ora)                                        | 2012 | 105                    | —                      | —                      | —                      | Contrast     |
| "Love and War"                                                                          | 2012 | 193                    | —                      | —                      | —                      | Ora          |
| "Young, Single & Sexy"                                                                  | 2012 | 54                     | —                      | —                      | —                      | Ora          |
| "Torn Apart" (Snoop Lion feat. Rita Ora)                                                | 2013 | —                      | 44                     | —                      | —                      | Reincarnated |
| "Summer Love" (s Rudimental)                                                            | 2018 | —                      | —                      | 9                      | 48                     | Phoenix      |
| "You & I"                                                                               | 2023 | —                      | —                      | —                      | —                      | You & I      |
| "—" značí, že se nahrávka neumístila v hitparádách nebo v tomto území ani nebyla vydána |      |                        |                        |                        |                        |              |

## Spolu umělkyně
| Název                       | Rok  | Další umělec                         | Album                        |
| --------------------------- | ---- | ------------------------------------ | ---------------------------- |
| "Love Ain't It"             | 2024 | Kylie Cantrall, Brandy a Malia Baker | Descendants: The Rise of Red |
| "Life Is Sweeter (Reprise)" | 2024 | Kylie Cantrall                       | Descendants: The Rise of Red |
| "Life Is Sweeter (Remix)"   | 2024 | Descendants – Cast                   | Descendants: The Rise of Red |